# 소비에트-폴란드 전쟁
소비에트-폴란드 전쟁(러시아어: советско-польская война, 폴란드어: wojna polsko-bolszewicka)은 1919년 2월부터 1921년 3월까지 소비에트 러시아와 폴란드 간에 벌어진 전쟁이다.

## 배경
이 전쟁의 원인이 되었던 폴란드, 소비에트 러시아 분쟁 지역은 서부 우크라이나, 벨라루스 지역이었다. 이 지역은 원래 현대 우크라이나인, 벨라루스인, 러시아인이 속한 동슬라브족의 땅이었다. 그래서 이 땅은 키예프 대공국의 땅 중 일부였다. 그 후 모스크바 대공국이 키예프 대공국을 이어받았으나 몽골 제국의 침략으로 키예프 대공국 일대가 혼란에 빠진 틈을 타 서부 우크라이나, 서부 벨라루스 당시 키예프 대공국 서쪽에 있던 폴란드 왕국의 땅이 되었다.
1572년 폴란드에서는 야기에우워 왕조(폴란드어: Jagiellonowie)가 끝나고, 귀족들이 국왕을 선출하는 귀족 민주정이 실시되었다. 그러나 폴란드는 스웨덴과 전쟁, 모스크바 대공국과의 마찰 등으로 인해 국력이 쇠퇴한다. 이러한 정세 속에 오스트리아, 프로이센, 러시아의 간섭이 시작되었고, 결국 1772년에 이들 세 나라에 영토를 빼앗기기 시작하다가, 1795년에 최종적으로 완전히 분할된다. 폴란드인들은 1830년에 대규모 봉기를 일으켜지만 결국 1년 만에 진압당한다. 제1차 세계대전이 끝난 후, 러시아는 혁명으로 인하여 혼란에 빠지고, 폴란드는 베르사유 조약에 의해 1918년에 독립하게 된다. 당시 폴란드는 러시아의 혼란을 틈타 옛 폴란드 왕국의 영토였던 서부 우크라이나, 벨라루스 등을 되찾으려 하였고, 이로 인해 소련과 전쟁이 시작되었다.

## 전쟁의 진행

### 1919년
폴란드군은 프랑스와 영국의 지원을 받고 동부전선에 총 23만명을 배치했다. 1919년 2월에 한때 적군에 잠시 밀리기도 했으나 네만강에서 벌어진 결전에서 결국 승리하였고, 빌뉴스에서 전투를 해 10월까지 드비나강까지 진격하였다.(이때 리투아니아 독립 전쟁, 라트비아 독립 전쟁도 같이 벌어짐.)
1919년 12월까지 폴란드군의 전시 상황은 순조로웠지만 사실상 구 러시아 영토였던 점령지와, 연합국 간섭 등의 문제로 간섭 전쟁의 형태를 띠게 된다. 평화 협정도 진행하고 있었으나 폴란드 정치인과의 마찰로 인해 협정이 잘 이루어지지 않았다. 게다가 리투아니아는 더욱 상황이 악화되었기 때문에 결국 우크라이나 인민공화국과 연합하게 된다.

### 1920년
이때부터 적군의 반격이 시작된다. 게다가 리투아니아, 라트비아와 강화협정이 성공해 병력을 폴란드 방면으로 집중할 수 있었다.
그리고, 1920년부터 70만명에서 80만명이 증강했다. 하지만 두 군의 무기를 보면 그렇게 나쁘지는 않았다. 폴란드에 망명하고 있던 페트류와 폴란드와의 사이에 바르샤바 조약을 맺어 우크라이나의 독립을 인정하고 동쪽 단치히를 할양하는 등의 조약을 맺었다.
한편, 폴란드군은 4월부터 반격을 지시해 5월에 키예프에 점령했다. 북쪽에서는 적군이 승리해 결국 폴란드 제1군은 후퇴하게 된다. 그 뿐만이 아니었다. 남쪽에서도 몇 달 만에 키예프를 점령하고 계속 후퇴하게 된다. 7월에도 대규모 전투가 있었지만 결국 적군이 승리해 더 크게 후퇴하게 된다. 7월 14일에는 빌뉴스를 점령해 더욱 빠르게 진격한다. 8월 2일에는 바르샤바에서 60마일 정도까지 진격해 아예 점령할 위기에 처해 있었다.

### 폴란드의 반격
바르샤바가 위험에 처해있는 동안 8월 14일에 미하일 투하쳅스키가 이끄는 적군이 패배한다.(비스와강의 기적) 폴란드군은 8월 17일에는 리비우에 시작으로 10월 중순에는 벨라루스의 민스크까지 진격하였다. 바르샤바 전투 이후 볼셰비키는 평화협정을 제의하였으며, 폴란드는 국제 연맹의 압력으로 인해 협상에 응한다. 10월 12일에는 협정을 체결하였고, 이 협정은 10월 18일에 발효됐다.

### 결과

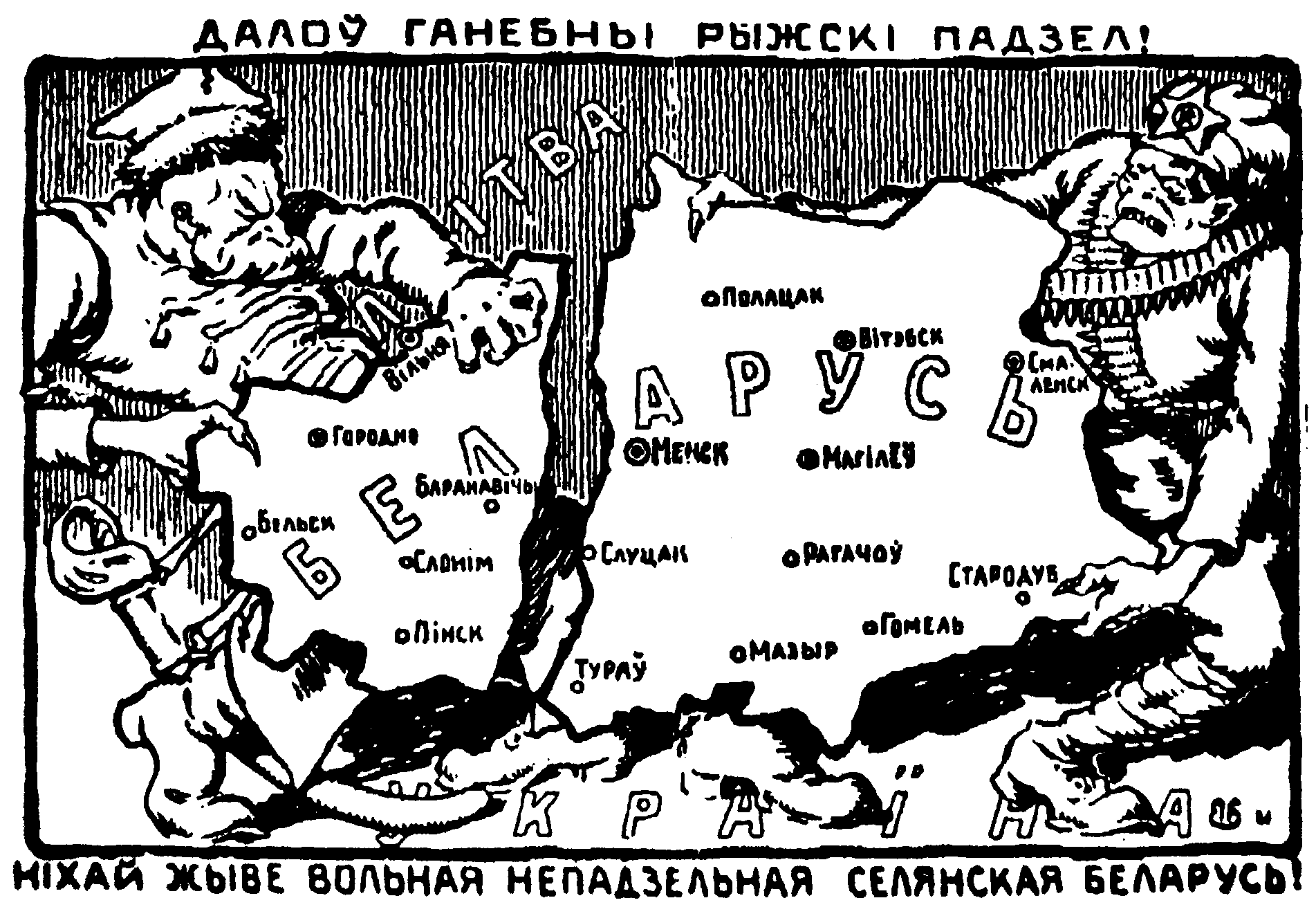
벨라루스가 폴란드와 소련에 의해 동서로 분단된 것을 풍자하는 그림

리가 조약으로 인해 소비에트 러시아의 영토는 줄어들었고 폴란드는 서부 우크라이나와 벨라루스를 얻었다. 하지만 1939년 제2차 세계 대전이 터지자 독.소 불가침조약에 따라 소련은 폴란드가 차지하였던 영토를 수복하였고 원래 폴란드의 영토까지 빼앗아 리가 조약으로 소비에트 연방이 폴란드에게 빼앗긴 영토를 모두 돌려받았다. 얄타 밀약에 따라 소련의 조치로 폴란드는 제2차 세계 대전이 끝나고 원래 독일의 영토였던 오데르-나이세선의 이동 지역을 얻었다.

## 같이 보기
- 독일-소련 관계
- 우크라이나-폴란드 관계
- 소련의 폴란드 침공